# Häbberssjön, Medelpad
Häbberssjön är en sjö i Sundsvalls kommun i Medelpad och ingår i Harmångersåns huvudavrinningsområde. Sjön har en area på 0,268 kvadratkilometer och ligger 365,2 meter över havet. Sjön avvattnas av vattendraget Hebbersån.

## Delavrinningsområde
Häbberssjön ingår i det delavrinningsområde (690256-153381) som SMHI kallar för Mynnar i Häbbersån. Medelhöjden är 381 meter över havet och ytan är 22,28 kvadratkilometer. Det finns inga avrinningsområden uppströms utan avrinningsområdet är högsta punkten. Hebbersån som avvattnar avrinningsområdet har biflödesordning 4, vilket innebär att vattnet flödar genom totalt 4 vattendrag innan det når havet efter 87 kilometer. Avrinningsområdet består mestadels av skog (84 procent). Avrinningsområdet har 0,84 kvadratkilometer vattenytor vilket ger det en sjöprocent på 3,8 procent.